# Gouvernement Gonzi II
République de Malte
Gonzi I Muscat I
Le gouvernement Gonzi II est le gouvernement de la République de Malte entre le 10 mars 2008 et le 11 mars 2013, pendant la vingt-troisième législature de la Chambre des représentants.

## Composition

### Initiale (10 mars 2008)
| Fonction                                                           | Titulaire | Titulaire              | Parti |
| ------------------------------------------------------------------ | --------- | ---------------------- | ----- |
| Premier ministre                                                   |           | Lawrence Gonzi         | PN    |
| Vice-Premier ministre Ministre des Affaires étrangères             |           | Tonio Borg             | PN    |
| Ministre de l'Éducation                                            |           | Dolores Cristina       | PN    |
| Ministre des Finances, de l'Économie et des Investissements        |           | Tonio Fenech           | PN    |
| Ministre de Gozo                                                   |           | Giovanna Debono        | PN    |
| Ministre des Infrastructures, des Transports et des Communications |           | Austin Gatt            | PN    |
| Ministre de la Justice et des Affaires intérieures                 |           | Carmelo Mifsud Bonnici | PN    |
| Ministre de la Politique sociale                                   |           | John Dalli             | PN    |

### Remaniement du 9 février 2010
- Les nouveaux ministres sont indiqués en gras, ceux ayant changé d'attributions en italique.

| Fonction                                                           | Titulaire | Titulaire              | Parti |
| ------------------------------------------------------------------ | --------- | ---------------------- | ----- |
| Premier ministre                                                   |           | Lawrence Gonzi         | PN    |
| Vice-Premier ministre Ministre des Affaires étrangères             |           | Tonio Borg             | PN    |
| Ministre de l'Éducation, de l'Emploi et de la Famille              |           | Dolores Cristina       | PN    |
| Ministre des Finances, de l'Économie et des Investissements        |           | Tonio Fenech           | PN    |
| Ministre de Gozo                                                   |           | Giovanna Debono        | PN    |
| Ministre des Infrastructures, des Transports et des Communications |           | Austin Gatt            | PN    |
| Ministre de la Justice et des Affaires intérieures                 |           | Carmelo Mifsud Bonnici | PN    |
| Ministre de la Santé, des Personnes âgées et des Soins             |           | Joe Cassar             | PN    |

### Remaniement du 6 janvier 2012
- Les nouveaux ministres sont indiqués en gras, ceux ayant changé d'attributions en italique.

| Fonction                                                           | Titulaire | Titulaire                                                   | Parti |
| ------------------------------------------------------------------ | --------- | ----------------------------------------------------------- | ----- |
| Premier ministre                                                   |           | Lawrence Gonzi                                              | PN    |
| Vice-Premier ministre Ministre des Affaires étrangères             |           | Tonio Borg                                                  | PN    |
| Ministre de l'Éducation et de l'Emploi                             |           | Dolores Cristina                                            | PN    |
| Ministre des Finances, de l'Économie et des Investissements        |           | Tonio Fenech                                                | PN    |
| Ministre de Gozo                                                   |           | Giovanna Debono                                             | PN    |
| Ministre des Infrastructures, des Transports et des Communications |           | Austin Gatt                                                 | PN    |
| Ministre de la Justice, du Dialogue citoyen et de la Famille       |           | Chris Said                                                  | PN    |
| Ministre des Affaires intérieures et parlementaires                |           | Carmelo Mifsud Bonnici (jusqu'au 30/05/2012) Lawrence Gonzi | PN    |
| Ministre de la Santé, des Personnes âgées et des Soins             |           | Joe Cassar                                                  | PN    |
| Ministre du Tourisme, de l'Environnement et de la Culture          |           | Mario de Marco                                              | PN    |

### Remaniement du 28 novembre 2012
- Les nouveaux ministres sont indiqués en gras, ceux ayant changé d'attributions en italique.

| Fonction                                                           | Titulaire | Titulaire             | Parti |
| ------------------------------------------------------------------ | --------- | --------------------- | ----- |
| Premier ministre                                                   |           | Lawrence Gonzi        | PN    |
| Ministre de l'Éducation et de l'Emploi                             |           | Dolores Cristina      | PN    |
| Ministre des Finances, de l'Économie et des Investissements        |           | Tonio Fenech          | PN    |
| Ministre des Affaires étrangères                                   |           | Francis Zammit Dimech | PN    |
| Ministre de Gozo                                                   |           | Giovanna Debono       | PN    |
| Ministre des Infrastructures, des Transports et des Communications |           | Austin Gatt           | PN    |
| Ministre de la Justice, du Dialogue citoyen et de la Famille       |           | Chris Said            | PN    |
| Ministre de la Santé, des Personnes âgées et des Soins             |           | Joe Cassar            | PN    |
| Ministre du Tourisme, de l'Environnement et de la Culture          |           | Mario de Marco        | PN    |